# Saint-Martin-Belle-Roche
Saint-Martin-Belle-Roche è un comune francese di 1 330 abitanti situato nel dipartimento della Saona e Loira nella regione della Borgogna-Franca Contea.

## Società

### Evoluzione demografica
Abitanti censiti